# David Foster Wallace
David Foster Wallace (Ithaca (New York), 21 februari 1962 – Claremont (Californië), 12 september 2008) was een Amerikaans essayist en schrijver van romans en verhalen.

## Biografie
Wallace groeide op in Champaign (Illinois). Hij studeerde filosofie en wiskunde en toonde zich een buitengewoon begaafd student, die daarbij als junior ook nog eens de hoogste regionen van het Amerikaanse tennis bereikte. In zijn volwassen leven was hij hoogleraar Engelse literatuur aan het Pomona College te Claremont.
Wallace is vooral bekend geworden door zijn (niet in het Nederlands vertaalde) roman Infinite Jest, een parodische toekomstroman over Amerika, waarin hij thema’s als depressie, verslaving, familierelaties en misbruik, maar ook tennis en vermaak centraal stelt. Time magazine verkoos de roman onder de honderd beste literaire Engelstalige werken sinds 1923. De Los Angeles Times riep Wallace uit tot een van de meest innovatieve en invloedrijke schrijvers uit de laatste twintig jaar.
Wallace leed aan ernstige depressies en pleegde in september 2008 zelfmoord door zich te verhangen.